# Tequila sunrise (napój)

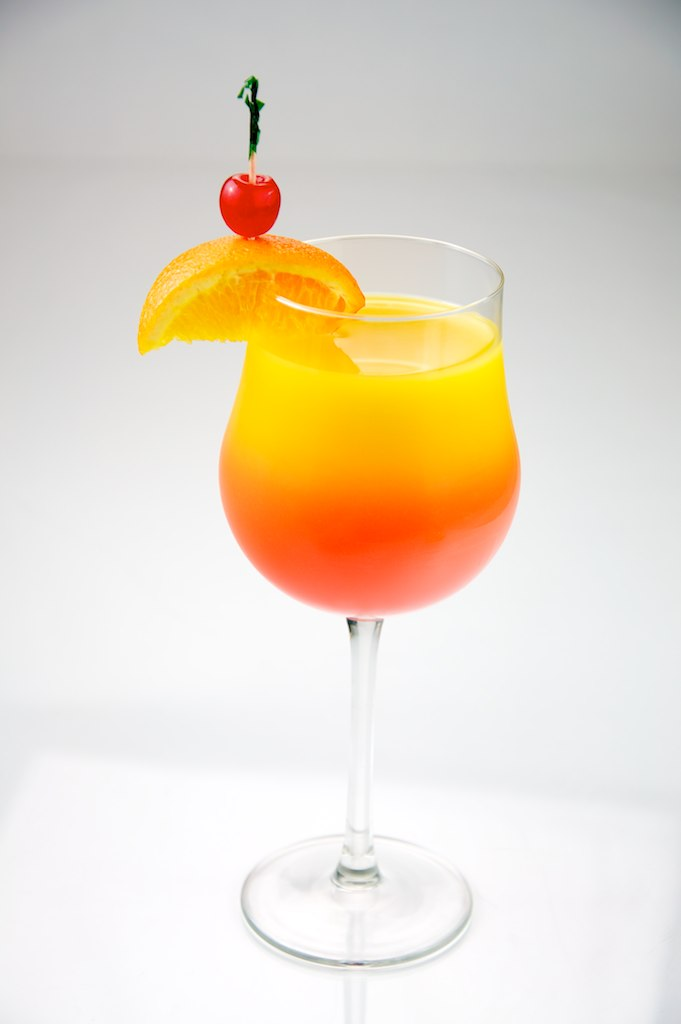
Koktajl Tequila Sunrise

Tequila sunrise – klasyczny koktajl, tradycyjna receptura była następująca: tequila, crème de cassis, sok z limonki oraz woda sodowa. Istnieje również wersja zmodyfikowana, a która zdobyła dużą popularność: tequila, sok pomarańczowy, grenadyna. Nazwa pochodzi od wyglądu koktajlu przy nalewaniu. Składniki o większej gęstości opadają na dno, tworząc efektowne stopniowe przejścia kolorystyczne. 
Koktajl ten został spopularyzowany przez piosenkę Eagles z 1973 roku „Tequila Sunrise” oraz słynny film z 1988 roku również zatytułowany Tequila Sunrise.

## Serwowanie
Tequila sunrise podaje się w wysokich szklankach typu highball. Międzynarodowe Stowarzyszenie Barmanów (International Bartender Association) wpisało ten drink na listę IBA Official Cocktail.

## Odmiany
- Tequila Sunset – zamiast grenadyny używa się brandy jeżynowej (blackberry brandy)
- Caribbean Sunrise – rum zamiast tequili
- Vodka Sunrise – wódka zamiast tequili
- Astronaut Sunrise – puszkowany napój Tang zamiast soku pomarańczowego
- Diet Version – wersja dietetyczna: sok żurawinowy zamiast grenadyny